# Arcs de Claude
Les trois arcs de Claude (en latin : Arcus Claudii) sont des arcs triomphaux du Ier siècle construits pour commémorer les victoires de l'empereur Claude contre les Barbares.

## Premier arc

### Localisation
Cet arc était situé au pied du Quirinal, près du Forum Suarium, à l'est de la Via Flaminia. Il se dressait encore, au début du XXe siècle, à l'entrée de la Via del Nazareno.

### Histoire
Cet arc est à l'origine l'une des voûtes de l'aqueduc Virgo qui enjambe une rue et a été transformée en arche monumentale en l'an 46 ap. J.-C., alors que Claude faisait restaurer la portion de l'aqueduc détériorée lors des travaux de construction de l'amphithéâtre de Caligula, comme nous l'apprend son inscription dédicatoire.
Transcription : Ti(berius) Claudius Drusi f(ilius) Caesar Augustus Germanicus / pontifex maxim(us) trib(unicia) potest(ate) V imp(erator) XI p(ater) p(atriae) co(n)s(ul) desig(natus) IIII / arcus aquae ductus Virginis disturbatos per C(aium) Caesarem / a fundamentis novos fecit ac restituit.

Traduction : Tiberius Claudius, fils de Drusus, Caesar Augustus Germanicus, pontifex maximus, investi de la puissance tribunitienne pour la cinquième fois, acclamé Imperator pour la onzième fois, père de la Patrie, consul désigné pour la quatrième fois, a reconstruit et restauré depuis ses fondations les arches de l'Aqua Virgo, endommagées par Caligula.

## Deuxième arc

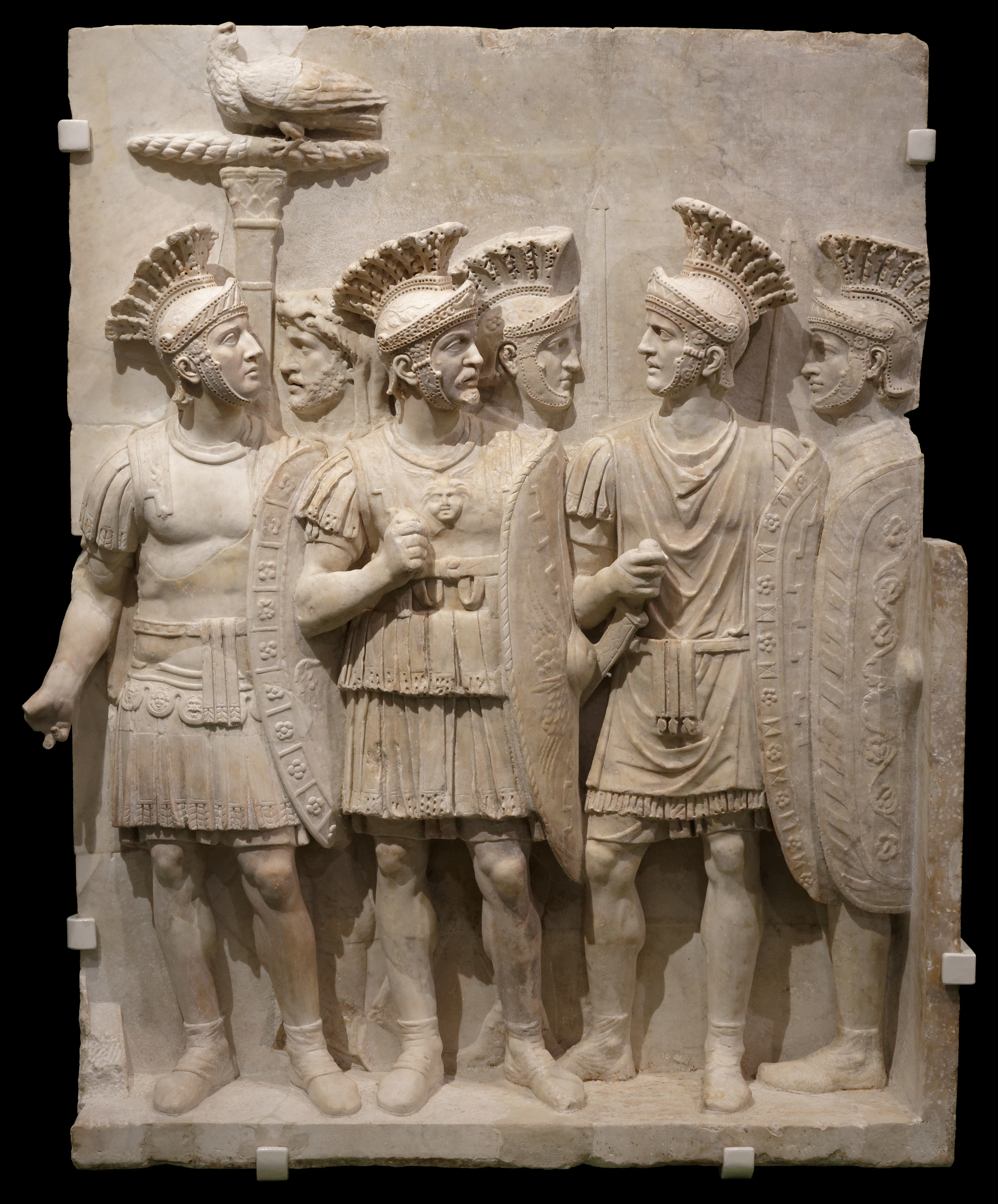
Relief des prétoriens, découvert en 1562.

### Localisation
Il fait également partie de l'aqueduc de l'Aqua Virgo et enjambe la Via Flaminia sur le Champ de Mars, juste au nord des Saepta Iulia.

### Histoire
Cet arc est édifié par Claude sur décision du Sénat vers 51 ou 52 ap. J.-C. pour commémorer ses victoires en Bretagne,. Des pièces de monnaie frappées vers 46 ou 47 puis en 49 montrent déjà une représentation de l'arc alors que celui-ci n'est pas encore construit. Il semble être déjà en ruine aux alentours du VIIIe siècle. Des fragments de l'arc sont retrouvés en 1562, 1641 et 1869, dont une partie de la grande inscription de l'attique.

### Description
L'arc est surmonté d'une statue équestre entourée de deux trophées ; des statues de nombreux membres de la famille impériale ornent le monument. Des fragments de reliefs mis au jour près du palazzo Sciarra, identifiés d'abord comme des reliefs de l'autel de la Piété, ont récemment été interprétés comme décorant l'arc de Claude. On y voit des scènes de combat, probablement une représentation de la campagne de Bretagne, un temple et une Vestale qui faisaient probablement partie de la représentation de la célébration de la victoire à Rome. L'inscription dédicatoire, dont un fragment seulement a été conservé, trouvé dans le même contexte que les reliefs, a pu être reconstituée grâce à deux autres inscriptions célébrant le même évènement, retrouvées à Boulogne-sur-Mer (point de départ des campagnes de Claude en Bretagne) et à Cyzique.
|  | TI CLAVDIO DRVSI F CAISARI AVGVSTO GERMANICO PONTIFICI MAXIM TRIB POTESTAT XI COS V IMP XXII CENS PATRI PATRIAI SENATVS POPVLVSQVE ROMANVS QVOD REGES BRITANNORVM XI DEVICTOS SINE VLLA IACTVRA IN DEDITIONEM ACCEPERIT GENTESQVE ARBARAS TRANS OCEANVM PRIMVS INDICIONEM POPVLI ROMANI REDEGERIT |

Traduction : Le Sénat et le Peuple romain à Tiberius Claudius Caesar Augustus Germanicus, fils de Drusus, Grand Pontife, détenteur de la puissance tribunitienne onze fois, consul cinq fois, acclamé Imperator vingt-deux fois, censeur, père de la Patrie, parce qu'il a reçu la soumission de onze rois des Britons défaits sans perte, et pour avoir le premier amené des peuples barbares d'au-delà l'Océan sous la domination du Peuple romain.

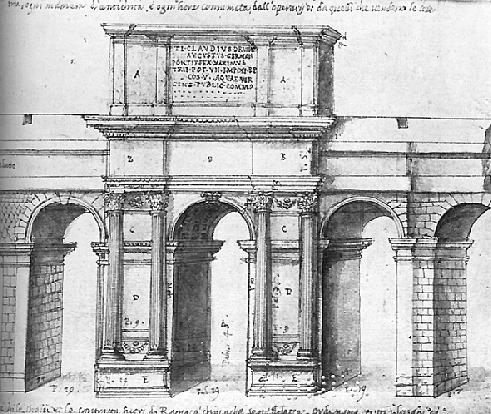
Reconstitution de l'arc de Claude, dessin de Pirro Ligorio (milieu du XVIe siècle).
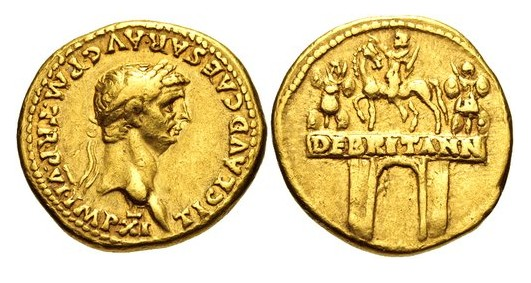
Aureus daté de 46/47. Au revers, l'arc de triomphe porte la mention DE BRITANN pour Devictis Britannis[8].

## Troisième arc
Le dernier arc aurait été construit en l'honneur des victoires de Claude contre les Germains, les Cauchi et les Chattes. Il est représenté plusieurs fois sur des pièces frappées en 41 ap. J.-C. avec la mention de Germanis. L'arc devait se trouver sur le Champ de Mars mais sa localisation précise est inconnue, il est même possible que cet arc n'ait jamais été construit, les pièces de monnaie ayant été frappé sur la base d'un simple projet de construction comme cela arrive souvent.